# Жемчужина (Ялта)
Товариство з обмеженою відповідальністю «Футбольний клуб „Жемчужина“» м. Ялта — український футбольний клуб з Ялти.

## Історія

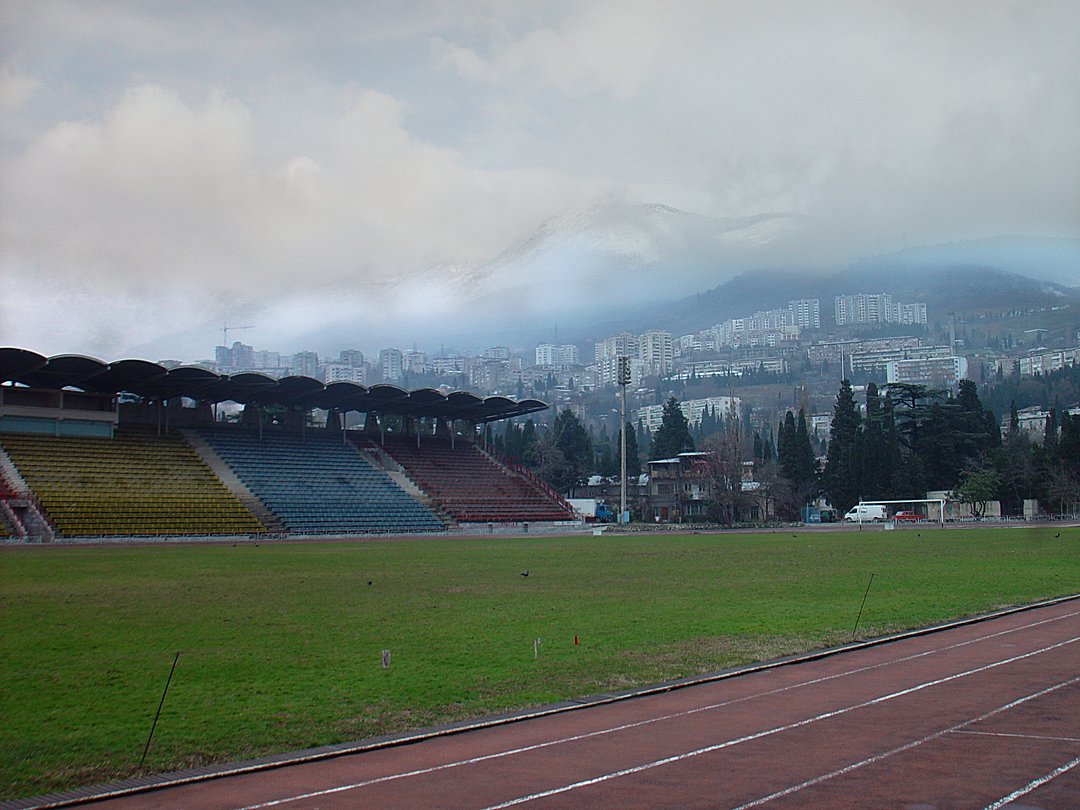
«Авангард» — домашній стадіон «Жемчужини»

Футбольний клуб «Жемчужина-Ялта» (Ялта) заснований 2010 року після зняття зі змагань «Фенікса-Іллічовця». Новостворена команда «Жемчужина» заявила про готовність дограти сезон у першій лізі.
Взимку 2011 року «Жемчужина-Ялта» провела навчально-тренувальні збори і взяла участь у Кубку мера Євпаторії. Посаду генерального директора та головного тренера команди взяв на себе тренер «Фенікса-Іллічовця» Іван Марущак, а його помічниками стали колишні гравці калінінського клубу Олександр Зотов і Альберт Шахов. Також була інформація про те, що спортивним директором клубу буде Олег Саленко.
У підсумку «Жемчужина» не змогла отримати атестат на право участі у першій лізі через ліцензійні норми УЄФА та ФФУ. За цими нормами забороняється передавати атестат на право участі в турнірі від однієї юридичної особи до іншої, тому догравати сезон повинен був «Фенікс-Іллічовець». Інвестори «Жемчужини» гарантували стабільне фінансування тільки за умови переїзду клубу до Ялти.
17 березня 2011 року на офіційній сторінці ПФЛ з'явилося повідомлення, що підтверджує ліквідацію професіонального футбольного клубу «Фенікс-Іллічовець» та виключення його зі змагань. А клуб з Ялти вирішив пройти процедуру атестації на право взяти участь у другій лізі сезону 2011/12, однак у сезоні 2011/12 команда так і не дебютувала у професіональному футболі, натомість 2012 року клуб під назвою «Жемчужина» брав участь в чемпіонаті Криму і аматорському чемпіонаті України.
З сезону 2012–2013 клуб набув професіонального статусу і виступав у другій лізі чемпіонату України.

## Статистика виступів на професіональному рівні
| Сезон   | Чемпіонат     | Чемпіонат | Чемпіонат | Чемпіонат | Чемпіонат | Чемпіонат | Чемпіонат | Чемпіонат | Кубок | Кубок | Кубок | Кубок | Кубок | Кубок | Кубок | Примітка |
| Сезон   | Ліга          | Місце     | І         | В         | Н         | П         | М         | О         | Етап  | І     | В     | Н     | П     | М     | О     | Примітка |
| ------- | ------------- | --------- | --------- | --------- | --------- | --------- | --------- | --------- | ----- | ----- | ----- | ----- | ----- | ----- | ----- | -------- |
| 2012/13 | Друга Група Б |           |           |           |           |           |           |           |       |       |       |       |       |       |       |          |
| Всього  |               |           |           |           |           |           |           |           | —     | —     | —     | —     | —     | —     | —     |          |